# Rajko Hrvat

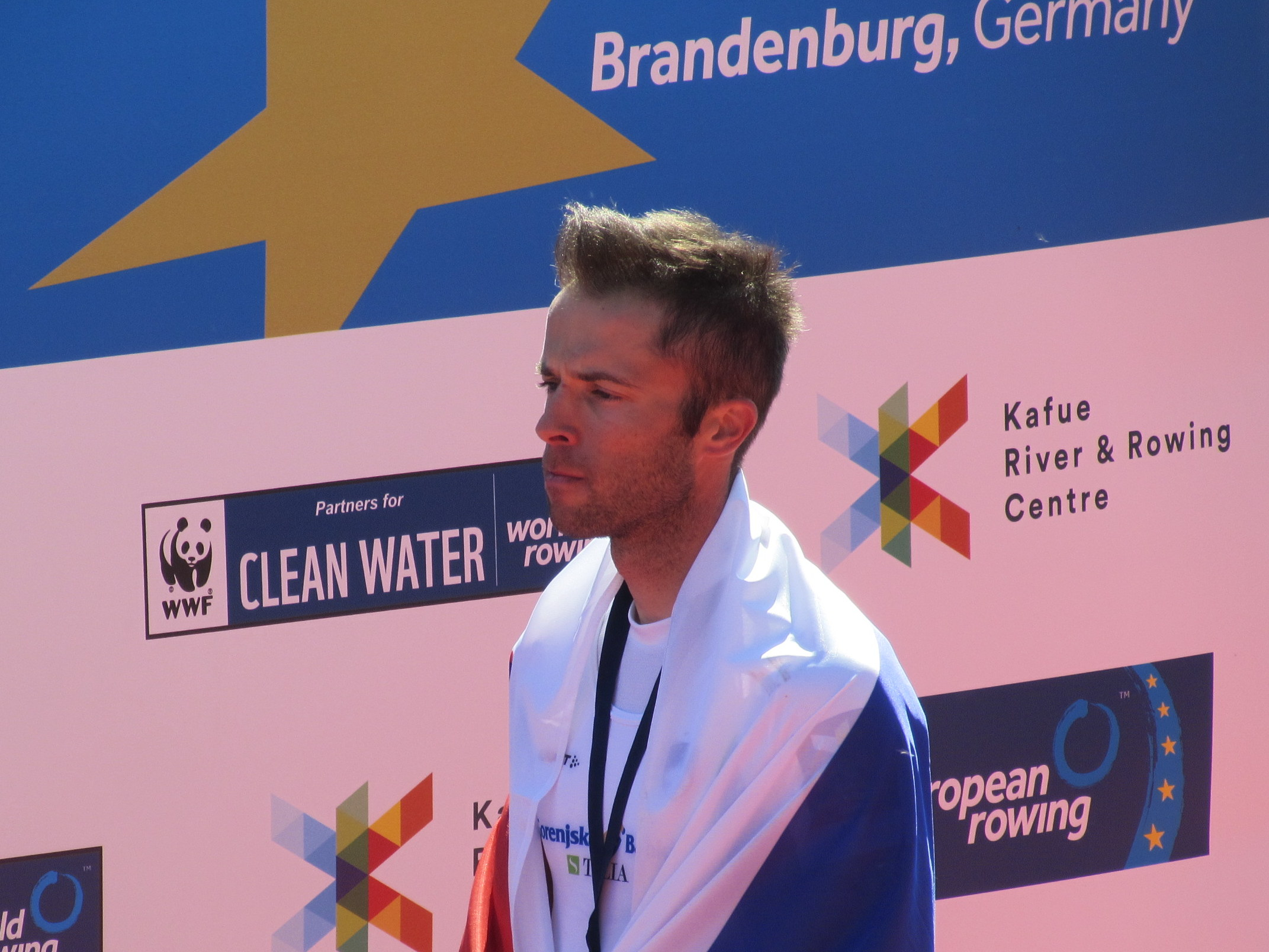
Rajko Hrvat bei der Ruder-EM 2016

Rajko Hrvat (* 25. September 1986) ist ein slowenischer Leichtgewichts-Ruderer. Er gewann 2022 die Bronzemedaille bei den Weltmeisterschaften, 2015 und 2016 war er Dritter der Europameisterschaften.

## Karriere
Hrvat trat im Leichtgewichts-Einer bei den U23-Weltmeisterschaften von 2006 bis 2008 an und erreichte 2008 mit dem sechsten Platz seine einzige Endkampfplatzierung. In der Erwachsenenklasse belegte er bei den Europameisterschaften 2010 den elften und bei den Weltmeisterschaften 2011 den zwölften Platz. Bei den Weltmeisterschaften 2012 belegte er erneut den zwölften Platz im Einer, bei den Europameisterschaften 2012 kam er im Leichtgewichts-Doppelzweier auf den 13. Platz. Nach seiner Rückkehr in den Einer erreichte er 2013 und 2014 bei den internationalen Meisterschaften nicht das A-Finale. 2015 gelang dem Einer-Ruderer dann der Durchbruch zur internationalen Spitze. Bei den Europameisterschaften 2015 gewann er die Bronzemedaille, mit Silber hinter dem Neuseeländer Adam Ling war er bei den Weltmeisterschaften 2015 bester Europäer. Zum Saisonauftakt 2016 gelang Hrvat in Varese sein erster Sieg im Ruder-Weltcup, bei den Europameisterschaften 2016 erhielt er wie 2015 die Bronzemedaille. Bei den Weltmeisterschaften 2016 belegte er den vierten Platz.
2017 wurde Hrvat Siebter bei den Europameisterschaften und 13. bei den Weltmeisterschaften. Im Jahr darauf wiederholte er den siebten Platz bei den Europameisterschaften 2018, bei den Weltmeisterschaften 2018 wurde er Zehnter. Es folgten 2019 ein sechster Rang bei den Europameisterschaften und ein 13. Rang bei den Weltmeisterschaften. Bei den Europameisterschaften 2020 und Europameisterschaften wurde er jeweils Siebter. 2022 erreichte er mit dem vierten Platz bei den Europameisterschaften in München sein bestes Ergebnis seit sechs Jahren. Einen Monat später gewann er die Bronzemedaille bei den Weltmeisterschaften in Račice u Štětí.